# Hammen
Die Ortschaft Hammen ist ein Ortsteil der Gemeinde Lindlar, Oberbergischen Kreis im Regierungsbezirk Köln in Nordrhein-Westfalen.

## Lage und Beschreibung
Hammen liegt zwischen Kapellensüng und Schlüsselberg im Norden der Gemeinde Lindlar auf einer Erhebung nördlich des Sülztals.

## Geschichte
Im Jahre 1487 wurde der Ort das erste Mal urkundlich erwähnt. Die Erstnennung des Namens lautete hame. Der Name leitet sich von hame, dem Schinken oder von Ham (= fett) ab. In einer Urkunde aus dem Jahre 1550 wird vermerkt: „Der Ham (= Hammen), 1 soll, hait Heingen uff dem Ham und sein naber.“
Die Topographia Ducatus Montani des Erich Philipp Ploennies, Blatt Amt Steinbach, belegt, dass der Wohnplatz bereits 1715 drei Hofstellen besaß, die als Hamer beschriftet sind. Carl Friedrich von Wiebeking benennt die Hofschaft auf seiner Charte des Herzogthums Berg 1789 als Hamerberg. Aus ihr geht hervor, dass der Ort zu dieser Zeit Teil der Honschaft Breun im Oberen Kirchspiel Lindlar war.
Der Ort ist auf der Topographischen Aufnahme der Rheinlande von 1825 als Hammen verzeichnet. Die Preußische Uraufnahme von 1840 zeigt den Wohnplatz unter dem Namen Hammer Blech. Ab der Preußischen Neuaufnahme von 1894/96 ist der Ort auf Messtischblättern regelmäßig als Hammen verzeichnet.
1822 lebten 31 Menschen im als Hof kategorisierten  und Hamm bezeichneten Ort, der nach dem Zusammenbruch der napoleonischen Administration und deren Ablösung zur Bürgermeisterei Lindlar im Kreis Wipperfürth gehörte. Für das Jahr 1830 werden für den als Hamm bezeichneten Ort 34 Einwohner angegeben.
Der 1845 laut der Uebersicht des Regierungs-Bezirks Cöln als Weiler kategorisierte Ort besaß zu dieser Zeit fünf Wohngebäude mit 33 Einwohnern, alle katholischen Bekenntnisses. Die Gemeinde- und Gutbezirksstatistik der Rheinprovinz führt Hammen 1871 mit sechs Wohnhäusern und 22 Einwohnern auf. Im Gemeindelexikon für die Provinz Rheinland von 1888 werden für Hammen fünf Wohnhäuser mit 28 Einwohnern angegeben. 1895 besitzt der Ort zwei Wohnhäuser mit zwölf Einwohnern und gehörte konfessionell zum katholischen Kirchspiel Süng, 1905 werden zwei Wohnhäuser und acht Einwohner angegeben.

## Busverbindungen
Hammen ist über zwei Buslinien an das Nahverkehrsnetz angebunden.